# 2025 у науці
Ця стаття присвячена головним науковим подіям у галузі науки у 2025 році.

## Події

### Січень
- 2 січня — у кар'єрі в Оксфордширі виявлено найбільшу викопну стежку динозаврів, коли-небудь знайдену у Великобританії, що складається з 200 величезних слідів, залишених в середній юрі[1].
- 8 січня – науковці склали детальну мапу розташування білків в людській клітині, що дасть змогу дізнатись більше про те, як клітини реагують на інфекції та інші змінні умови[2].
- 10 січня — Європейський Copernicus Climate Change Service оголосив 2024 рік найтеплішим в історії, а також календарним першим роком в якому було перетнуто межу потепління на 1.5°C внаслідок глобального потепління у порівнянні із доіндустріальною ерою[3].

### Лютий
- 10 лютого — Підтверджено, що мікролінзувальна подія MOA-2011-BLG-262L була спостереженням екзопланетної системи із найбільшою швидкістю, задетектованою станом на 2025 рік. Ця швидкість складає 541 км/с, що близько до другої космічної швидкості нашої галактики, Чумацького шляху[4][5].

### Березень
- 2 березня — американська приватна компанія Firefly Aerospace успішно провела посадку місії Blue Ghost Mission 1 на Місяць. Це частини програми NASA Commercial Lunar Payload Services. Ця місія доставила наукові прилади до Моря Криз для вивчення реголіту та взаємодії сонячного вітру з магнітним полем Землі[6].
- 11 березня — інфрачервоний космічний телескоп SPEREx, розроблений NASA, від правлений на орбіту ракетою Falcon 9 Block 5 разом з іншою науковою місією PUNCH із стартового майданчика бази Ванденберг[7].
- 11 березня —128 нових супутників Сатурна було відкрито телескопом CFH, тепер повна кількість місяців Сатурна становить[8] 274.
- 29 березня — часткове сонячне затемнення, яке було видно у приполярних та середніх широтах північної півкулі[9].

### Квітень
- 1-4 квітня — успішно відбулась космічна місія  Fram2, приватна місія компанії SpaceX на кораблі Crew Dragon, перша пілотована місія на полярну орбіту Землі.
- 2 квітня — вчені з Північно-Західного університету демонструють найменший у світі кардіостимулятор, який можна вмістити в наконечник шприца та неінвазивно вводити в організм. Пристрій довжиною лише 3,5 міліметра призначений для тимчасового використання та може бути приведений до біологічного розкладання протягом певної кількості днів, залежно від потреб пацієнта[10].
- 30 квітня — інженери ITER завершують будівництво найбільшої та найпотужнішої в світі імпульсної надпровідної електромагнітної системи, знаменуючи собою важливу віху на шляху до стабільного контрольованого термоядерного синтезу. Центральний соленоїд і навколишні магніти будуть утримувати плазму при 150 мільйонах °C, дозволяючи ITER виробляти 500 мегават термоядерної енергії лише з 50 мегават спожитої[11].

### Травень
- 8 травня — детектор ALICE в CERNі спостерігає перетворення свинцю в золото під час експериментів із зіткнення важких ядер[12].

### Очікувані наукові космічні запуски
- Космічні телескопи:
  - TOLIMAN
- Міжпланетні зонди:
  - EscaPADE (NASA)
- Апарати дистанційного зондування Землі:
  - NASA-ISRO Synthetic Aperture Radar (NISAR)[13]